# 陳肇英 (明朝)
陳肇英（16世紀—1645年），原名陳煐，字燦石，號止宜，浙江湖州府歸安縣籍，烏程縣人，明朝、南明政治人物。

## 生平
陳肇英是萬曆四十六年（1618年）舉人，崇禎四年（1631年）成二甲進士 ，通政司观政，獲授應天府教授，五年丁忧去职。八年欽命改名，补武学教授，陞任國子監博士，九年升兵部武库司主事，十一年轉任南京兵部職方郎中。十二年他外任撫州知府，壓抑豪強、扶助弱勢，陞任饒南九江道副使，崇祯末年壓制左良玉軍隊作亂，十七年正月很快因養育父母乞求致仕，以务农为业，死後家人無餘錢殮葬，行李只有圖書數十卷，著有《嗇治堂集》，入祀江西名宦祠。

## 家族
子陈岩城，字宗淮，崇祯十二年己卯举人。次子陈嵩垣，庠生。

## 引用
1. ↑  清雍正《浙江通志》
2. 1 2 3  光緒《烏程縣志·卷十》：舉人……（萬曆）四十七【六】年戊子……陳瑛 即陳肇英，歸安籍，詳進士
3. 1 2  同治《湖州府志·卷七十二·人物傳 政績二》：陳肇英，字燦石，號止宜，烏程人，崇禎四年進士。授應天教授，陞國子博士、兵部主事；厯南職方郎中，知撫州府，撫多強族，搏擊無所避。擢副使駐九江，當左良玉喪師游兵莫制，肇英彈壓無敢譁者；甲申正月致仕，混跡農桑，卒之日無以為殮，篋中惟圖書數十卷，著有《嗇治堂集》，江西祀名宦。 湖錄
4. ↑  《崇祯四年辛未科三百五十名进士履历》：陈肇煐，止宜，诗一房，甲辰正月初八日生。歸安籍乌程人，戊午二十六，會一百五十三，二甲十五名。通政司政，改应天府授，壬申丁忧，乙亥欽命更名，补武学授，丙子升兵部武库司主事，戊寅升职方司郎中，己卯升撫州知府。曾祖䤰，德化、三甲。祖汝龍。父檠，俱庠生。
5. ↑  錢海岳《南明史·卷三十五·列傳第十一》：（弘光）時江西司道：……陳肇英，字燦若，烏程人。崇禎四年進士。歷應天教授，國子博士，職方主事、郎中，撫州知府，抑強扶弱。陞饒南九江參議。良玉畏之如虎。乞終養歸。